# Coupe UNPO
La Coupe UNPO est une compétition de football organisée par l'Organisation des nations et des peuples non représentés, est une organisation internationale dont les membres sont des peuples autochtones, des minorités et des territoires non souverains ou occupés non affiliés et reconnus par la FIFA et l'ONU.
La compétition s'est déroulée à deux reprises aux Pays-Bas dans la ville de La Haye.
La première édition débute le 23 juin 2005 et a vu l'équipe de la République des Moluques du Sud remporter le tournoi,,,,,,,.
La seconde édition débute le 17 juin 2017 et a vu l'équipe de Chamérie remporter la seconde édition,,,,,.

## Palmarès
| Édition | Année | Lieu     | Finale          | Finale | Finale      | Match pour la 3e place | Match pour la 3e place | Match pour la 3e place |
| Édition | Année | Lieu     | Vainqueur       | Score  | Finaliste   | 3e place               | Score                  | 4e place               |
| ------- | ----- | -------- | --------------- | ------ | ----------- | ---------------------- | ---------------------- | ---------------------- |
| 1er     | 2005  | Pays-Bas | Moluques du Sud | 3-1    | Tchétchénie | Papouasie occidentale  | -                      | Cameroun du sud        |
| 2e      | 2017  | Pays-Bas | Chamerie        | 3-2    | FC Umubano  | Papouasie occidentale  | V-D                    | Cameroun du sud        |

## Coupe UNPO 2005

### Phase à élimination directe
|  | Demi-finales          | Demi-finales      |                 |       | Finale            | Finale            |
|  | Demi-finales          | Demi-finales      |                 |       | Finale            | Finale            |
|  |                       |                   |                 |       |                   |                   |
|  | 23 juin à La Haye     | 23 juin à La Haye |                 |       | 23 juin à La Haye | 23 juin à La Haye |
|  | 23 juin à La Haye     | 23 juin à La Haye |                 |       | 23 juin à La Haye | 23 juin à La Haye |
|  | Tchétchénie           | 2 (V)             |                 |       | 23 juin à La Haye | 23 juin à La Haye |
|  | Tchétchénie           | 2 (V)             |                 |       | 23 juin à La Haye | 23 juin à La Haye |
|  | Cameroun du Sud       | 2 (D)             |                 |       | 23 juin à La Haye | 23 juin à La Haye |
|  | Cameroun du Sud       | 2 (D)             | Moluques du Sud | 3     |                   |                   |
|  | 23 juin à La Haye     |                   | Moluques du Sud | 3     |                   |                   |
|  |                       | Tchétchénie       | 1               |       |                   |                   |
|  | Moluques du Sud       | Tchétchénie       | 1               | 1 (V) |                   |                   |
|  | Moluques du Sud       |                   |                 | 1 (V) |                   |                   |
|  | Papouasie occidentale | 1 (D)             |                 |       |                   |                   |
|  | Papouasie occidentale | 1 (D)             |                 |       |                   |                   |

#### Demi-finales
| 23 juin 2005 | Tchétchénie | 2 - 2 | Cameroun du Sud | Den Haag - Sportpark De Verademing, La Haye |  |
|              |             |       |                 |                                             |  |

| 23 juin 2005 | Moluques du Sud | 1 - 1 | Papouasie occidentale | Den Haag - Sportpark De Verademing, La Haye |  |
|              |                 |       |                       |                                             |  |

#### Finale
| 23 juin 2005 | Moluques du Sud | 3 - 1 | Tchétchénie | Den Haag - Sportpark De Verademing, La Haye |  |
|              |                 |       |             |                                             |  |

## Coupe UNPO 2017

### Phase à élimination directe
La Chamerie avait également joué un premier match face au Kurdistan Iranien, la Chamerie l'avait remporté 6 buts à 0.

#### Demi-finales
| 17 juin 2017 | Chamerie | 3 - 1 | Cameroun du Sud | Den Haag - Sportpark De Verademing, La Haye |  |
|              |          |       |                 |                                             |  |

| 17 juin 2017 | FC Umubano | V - D | Papouasie occidentale | Den Haag - Sportpark De Verademing, La Haye |  |
|              |            |       |                       |                                             |  |

#### Match pour la 3e place
| 17 juin 2017 | Papouasie occidentale | V - D | Cameroun du Sud | Den Haag - Sportpark De Verademing, La Haye |  |
|              |                       |       |                 |                                             |  |

#### Finale
| 17 juin 2017 | Chamerie | 3 - 2 | FC Umubano | Den Haag - Sportpark De Verademing, La Haye |  |
|              |          |       |            |                                             |  |